# Zhanghenglong
Zhanghenglong là một chi khủng long, được Xing et al. mô tả khoa học năm 2014.